# Zwischen Himmel und Erde (film 1934)
Zwischen Himmel und Erde è un film del 1934 diretto da Franz Seitz.

## Produzione
Il film fu prodotto dalla Bavaria Film.

## Distribuzione
Distribuito dalla Bayerische Filmgesellschaft m.b.H., uscì nelle sale cinematografiche tedesche il 9 ottobre 1934.